# Projet CORAIL Réunion
 (novembre 2020).
 (novembre 2020).
Le projet CORAIL Réunion (pour COlonisation de Récifs Artificiels ÎLe de la Réunion) a pour objectif la création et l’immersion de récifs artificiels sur le littoral de l’île de la Réunion pour soutenir la pêche artisanale en difficulté et protéger les récifs coralliens existants. Ce projet a été initié en 2007 par le CRPMEM (Comité Régional des Pêches Maritimes et des Élevages Marins de La Réunion) et a eu des résultats encourageants selon les suivis scientifiques.

## Mise en contexte à l'époque du projet (2007)

### Situation géographique et climatique

Localisation de l'île de la Réunion.

Le projet CORAIL Réunion se situe sur l'île volcanique de la Réunion par 21° de latitude Sud et 55° de longitude Est à environ 700 km des côtes de Madagascar. La superficie totale de l'île est de 2 500 km2 et elle fait partie intégrante de l'archipel des Mascareignes (avec les îles Maurice et Rodrigues) dans l'Océan Indien.
De par sa position géographique, la Réunion est soumise à des conditions climatiques tropicales. La saison chaude, de mi-novembre à mi-mai, se caractérise par des températures de l'air supérieures à 23,7 °C et la saison fraîche, de mi-mai à mi-novembre, par des températures en dessous. La température de l'eau de mer est de 25,7 °C en moyenne avec des variations pouvant aller jusqu'à 4,6°C. Ces variations sont souvent observées lors des saisons chaudes, de janvier à avril, et des saisons fraîches, de juillet à octobre.  

### Situation humaine et économique
En 2004, la population de la Réunion a été estimée à 774 600 habitants. Depuis l'an 2000, l'île connait une forte croissance démographique avec une population ayant augmenté de 57 600 personnes en quatre ans (entre 2000 et 2004) et on estime qu'un million de personnes seront présentes sur l'île d'ici 2030. Les régions les plus peuplées sont l'Ouest et le Sud car elles concentrent respectivement 25 % et 35 % de la population totale. C'est également dans ces régions que les récifs coralliens sont présents. 
Le Produit Intérieur Brut (PIB) par habitant était de 13 300 euros en 2002 ce qui représentait un peu plus de la moitié du PIB national. Le secteur primaire comprenant la pêche et l'aquaculture ne représentait que 2 % du PIB total ce qui était relativement faible mais représentatif de la chute de l'industrie de la pêche sur l'île depuis plusieurs années. Le taux de chômage de 33,5 % était également le plus élevé des régions françaises ce qui favorisait une économie parallèle avec la pêche à pied par exemple. La pêche artisanale dans les eaux territoriales était centrée sur les zones Ouest et Sud de l'île tandis que la pêche professionnelle s'exerçait plus au large. La navigation de plaisance via le développement du tourisme était également une activité en progression en 2004. 

## Les récifs naturels réunionnais

### Présentation et caractéristiques

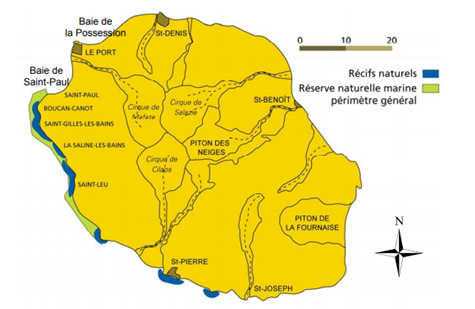
Localisation des récifs coralliens de la Réunion et de la Réserve Naturelle Marine.

Les écosystèmes récifaux de l'île de la Réunion ont une surface d'environ 12 km2 et s'étendent sur 25 km le long de la côte Ouest de l'île. Ils couvrent moins de 10 % de l'interface côtier et sont peu développés à cause de l'activité volcanique. Actuellement, il existe quatre récifs naturels différents qui sont : 
- le récif frangeant de Saint-Gilles-La Saline,
- le récif frangeant de Saint-Leu,
- le récif frangeant de l'Étang-Salé,
- le récif frangeant de Saint-Pierre / Petite Île et les plateforme récifales de Grand-Bois et de Grande Anse au Sud[3].

L'âge des récifs réunionnais est estimé à moins de 10 000 ans. Ils sont relativement jeunes à l'échelle des temps géologiques, c'est ce que l'on appelle des récifs de type frangeant (premiers stades des récifs coralliens). Malgré leur jeune âge, la biodiversité de ces récifs est élevée : en 2005, on estimait qu'environ 2 832 espèces (poissons, mollusques, éponges, micro-organismes, etc) étaient inféodées aux structures coralliennes. De plus, la biodiversité pourrait être beaucoup plus élevée car toutes les espèces sont encore loin d'être connues. Les recherches sur les récifs sont gérées essentiellement par des Universités à travers des Instituts de recherches et par des organisations non gouvernementales (ONG). L'environnement marin est également géré par un service de l'État (Direction Régionale de l'environnement). 

### Fonctions

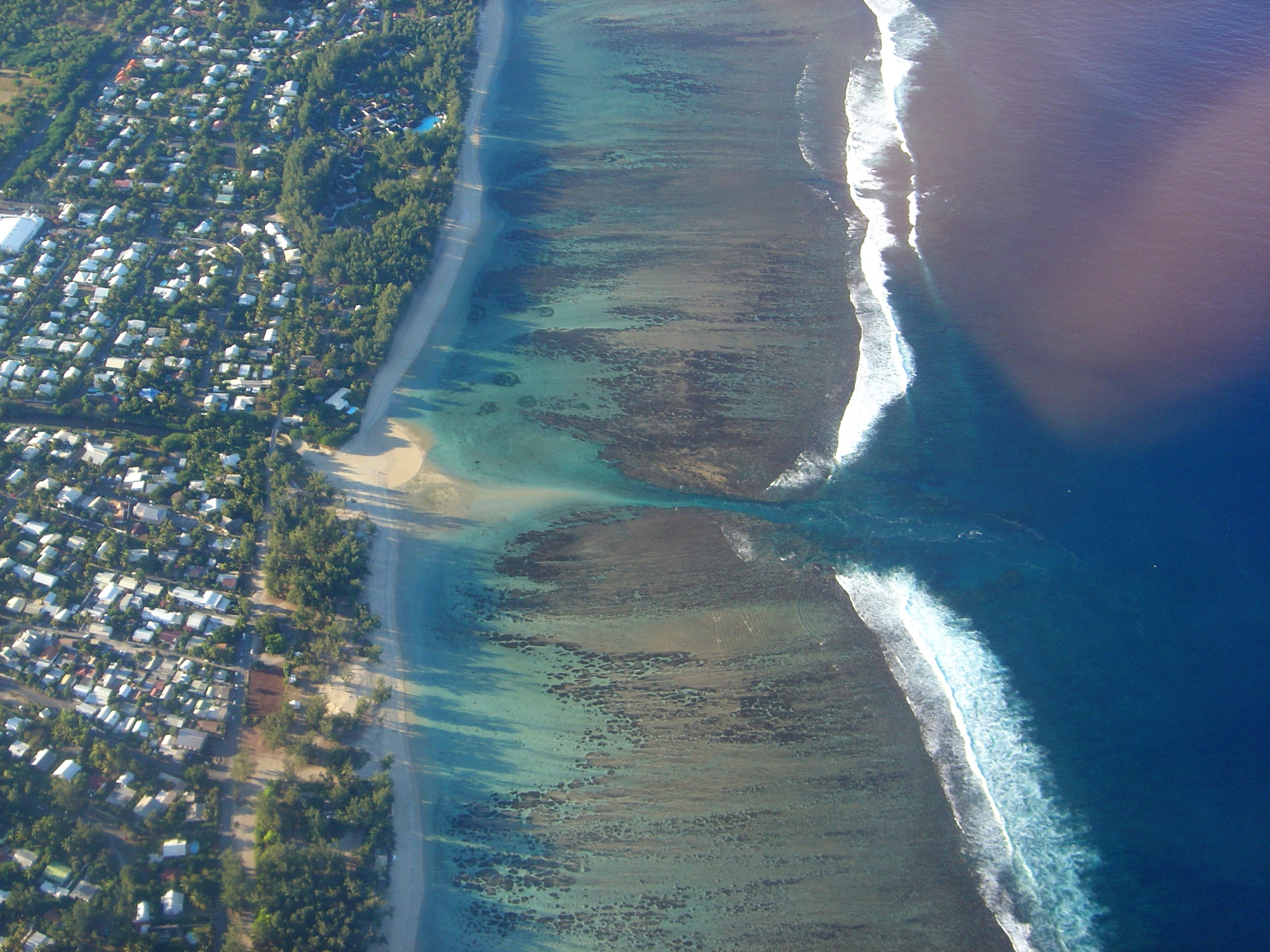
Les récifs coralliens de la Réunion : là où la mer et la terre se rencontrent.

Les récifs coralliens de la Réunion sont ce que l'on appelle une interface plurifonctionnelle. C'est-à-dire qu'ils sont des endroits où la mer et la terre se rejoignent tout comme la nature et la société. Ils remplissent de ce fait plusieurs fonctions essentielles au bon fonctionnement de l'écosystème.
Les récifs coralliens sont tout d'abord une interface entre la mer et la terre. De ce fait, ils jouent deux rôles importants qui sont celui de la protection et celui de l'enrichissement. Les structures récifales protègent généralement les côtes de par leur seule présence qui dissipe l'énergie des vagues arrivant sur le rivage et donc limite l'érosion. Les récifs sont aussi un refuge pour les poissons herbivores et les poissons juvéniles contre les prédateurs. Les coraux permettent également un enrichissement du milieu océanique. Cela se fait grâce aux flux de matières vivantes et mortes qui sont échangés entre l'océan Indien et l'île. Cela permet aux végétaux et aux animaux marins de trouver plus facilement de quoi s'alimenter, se reproduire et se cacher. Les coraux sont donc à la base du réseau alimentaire côtier. 
Les systèmes récifaux représentent aussi une interface entre la nature et la société humaine. Ils fournissent des ressources en poissons pour la pêche mais sont aussi de bons endroits pour développer le tourisme.   
De par leur seule présence, ils participent à l'équilibre socio-économique de la Réunion à travers sept fonctions importantes qui sont : 
- les fonctions récréatives (plongée sous-marine, etc.),
- les fonctions touristiques,
- les fonctions alimentaires (pêche),
- les fonctions cadre de vie et esthétique,
- les fonctions économiques (pêche, tourisme, etc.),
- les fonctions sociales,
- les fonctions culturelles.

Toutes ces fonctions sont reliées et dépendantes entre elles. Cet équilibre est cependant très précaire du fait que l'écosystème corallien est très vulnérable et fragile à la Réunion et a tendance à être touché et dégradé par les pressions naturelles et anthropiques (humaines) à cause de sa jeunesse et de sa petite surface de développement. Au vu des nombreuses fonctions des récifs coralliens de l'île, il serait problématique pour les Réunionnais de perdre ces structures. 

### Menaces
Selon les caractéristiques des récifs coralliens, ils sont donc plus susceptibles à subir des dégradations que d'autres écosystèmes plus résilients. Les agressions que peuvent subir les récifs sont de deux natures : les agressions naturelles et les agressions d'origine anthropique, c'est-à-dire d'origine humaine.

#### Les menaces d'origine naturelle
Les menaces d'origine naturelle pouvant dégrader les coraux sont les cyclones car ils peuvent provoquer de fortes houles cassant les coraux. Les épisodes de blanchissement des coraux, causés par des variations de la température et/ou de la salinité, une acidification de l'eau de mer, etc, fragilisent les récifs à tel point que le moindre autre stress peut causer leur mort. La prolifération de l'étoile de mer Acanthaster plancii se nourrissant presque exclusivement de coraux est aussi une grande menace car aucun moyen de lutte contre cette espèce invasive n'a encore été trouvé. Pour finir, l'érosion et la sédimentation des structures récifales les abiment progressivement. Les récifs de l'île de la Réunion ont notamment été touchés par deux épisodes de blanchissement en 2003 et 2004, ce qui les a beaucoup affaiblis et rendus plus vulnérables aux pressions naturelles mais aussi anthropiques. 

#### Les menaces d'origine humaine
Les menaces d'origine naturelle peuvent mettre en péril les structures coralliennes mais seulement dans une moindre mesure. Elles ne peuvent pas à elles seules provoquer la destruction des récifs mais leurs impacts peuvent être fortement renforcés par les pressions d'origine humaine qui les rendent moins résilients aux menaces naturelles. Les impacts anthropiques sur les écosystèmes récifaux peuvent être directs ou indirects : 
- les impacts directs sont la surfréquentation des récifs et la surexploitation des ressources associées ;
- les impacts indirects peuvent être l'urbanisation et la pollution urbaine, industrielle et agricole.

À l'époque du projet CORAIL Réunion, en 2007, les coraux de l'île de la Réunion se dégradaient. Ils étaient (et le sont toujours) traditionnellement exploités pour la pêche. Cependant, ils sont de plus en plus surexploités ce qui les met en danger et cause des problèmes de rentabilité pour les petits pêcheurs artisanaux, qui pour certains doivent partir au chômage. Les récifs sont également endommagés par les activités touristiques, les ancrages de bateau de plaisance et la pêche de loisir. L'urbanisation liée à la forte croissance démographique en cours affecte réellement les coraux et provoque également une hausse des activités agricoles pour nourrir tous les habitants de l'île. Les activités agricoles provoquent une augmentation de matériel terrigène dans les milieux récifaux lorsque de fortes pluies les amènent dans l'océan par ruissellement ce qui cause l'eutrophisation.  
L'état des récifs coralliens à la Réunion est assez problématique car ils sont réellement dégradés par les menaces naturelles et humaines. En 2000, seulement 1% des platiers coralliens étaient considérés comme étant encore à leur stade originel, 54% étaient faiblement dégradés tandis que 32% étaient moyennement dégradés et 13% fortement abimés. De plus, entre 1998 et 2006, la couverture algale a pris le dessus sur la couverture récifale vivante ce qui veut dire que la surface des récifs diminue graduellement.  
Étant donné qu'il est indispensable de protéger les récifs coralliens de l'île de la Réunion pour qu'ils continuent à assurer leurs fonctions essentielles, la Réserve Naturelle Marine de La Réunion a été créée en février 2007. Elle contient 75% des récifs coralliens de l’île et la pêche y est interdite.

## Objectifs du projet
La création de récifs artificiels sur l'île de la Réunion peut être une réponse à beaucoup de ces problématiques. Tout d'abord, les récifs artificiels permettraient d'accroitre la surface des récifs réunionnais qui a tendance à diminuer. Ils peuvent également servir de support à la colonisation et au regroupement des organismes marins tout en favorisant la croissance et la survie des petits poissons. Les récifs artificiels permettraient également d'alléger les pressions naturelles et humaines déjà en cours sur les récifs naturels, de créer de nouvelles zones de biodiversité marine et de repermettre certaines activités humaines telles que la pêche et la plongée tout en continuant à protéger les récifs déjà présents. 
Ce projet s'inscrit directement dans le thème du développement durable car il pourra surement être bénéfique pour l'environnement, l'économie et le social. En effet, il possède plusieurs buts :  
- buts environnementaux  : l'enrichissement du milieu marin, la valorisation de matériaux recyclés et le projet n'est pas dangereux pour l'environnement ;
- but économiques  : la relance de la pêche côtière, l'optimisation de la gestion des ressources en poissons et la création de sites touristiques ;
- buts sociaux : être un support d'étude pour la recherche scientifique, la sensibilisation du public à la protection de l'environnement et notamment du milieu marin et la gestion concertée de la zone par les pêcheurs, les plongeurs et les chercheurs[4].

Les récifs artificiels qui seront crées dans le cadre du projet CORAIL Réunion seront des récifs de production pour contrer la baisse de productivité des récifs naturels. De plus ils seront installés sur des fonds sableux, dans des endroits où il n'y a initialement pas de récifs ce qui permettra de créer des endroits de production supplémentaires pour la pêche locale en attirant, concentrant et protégeant les poissons des prédateurs. 
Ce projet et ces objectifs ne sont pas nouveaux. En effet, une grande proportion des récifs artificiels installés à travers le monde a pour objectif d'améliorer l'écologie des écosystèmes marins et la gestion de la pêche ainsi que la production, la mise en valeur et l'amélioration des pêcheries. Cependant, uniquement la moitié des projets atteignent leurs objectifs d'où l'importance d'un encadrement scientifique.

## Les étapes du projet

### Études préalables

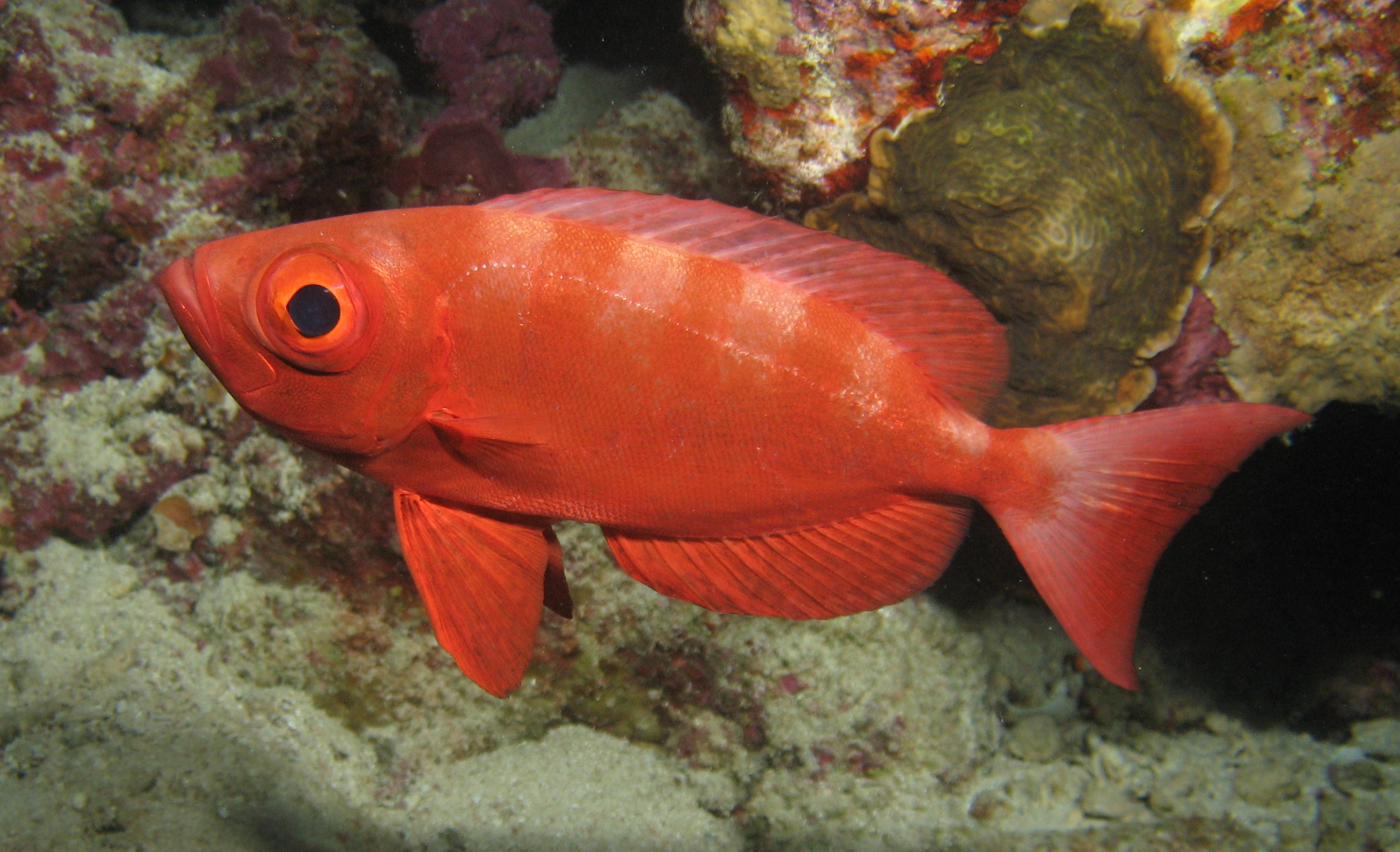
Priacanthus hamrur (Beauclair miroir)

Le projet CORAIL Réunion s'inscrit dans la continuité d'autres projets de création et d'installation de récifs artificiels et de suivis scientifiques sur l'île de la Réunion depuis 2003. Ces expériences ont notamment été menées au niveau de la Baie de la Possession et ont eu des résultats encourageants pour déclencher le projet CORAIL RÉUNION.

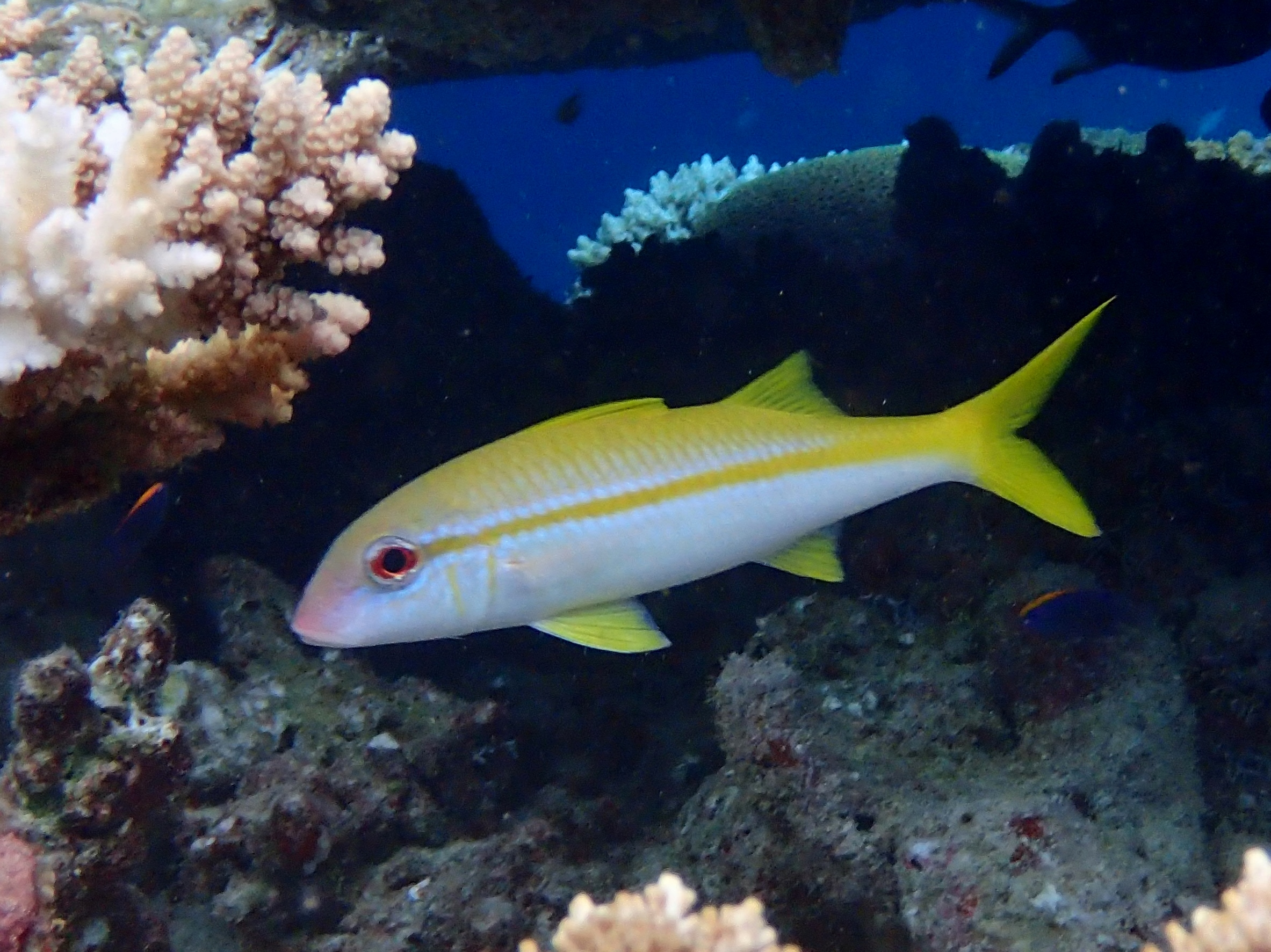
Mulloidichthys vanicolensis (Surmulet à nageoires jaunes)

Les études ont démontré qu'à la Réunion, les récifs artificiels immergés étaient colonisés assez rapidement par les organismes marins. De plus, les structures artificielles attirent plus d'espèces de poissons d'intérêt commercial que les récifs naturels et les poissons juvéniles sont très nombreux ce qui confirme un effet productif intéressant si l'on veut relancer la pêche côtière. Si les juvéniles sont attirés par les structures artificielles, cela peut leur donner plus de protection et donc améliorer leur taux de survie et permettre à la population de se multiplier. Les espèces les plus observées sur les récifs artificiels sont majoritairement des poissons carnivores : Gnathodentex aurolineatus (Perche d'or), Lutjanus kasmira (Vivaneau à raies bleues), Lutjanus notatus, Lutjanus bengalensis (Vivaneau du Bengale), Mulloidichthys vanicolensis (Surmulet à nageoires jaunes), Mulloidichthys flavolineatus (Surmulet à ligne jaune) et Priacanthus hamrur (Beauclaire miroir). D'autre part, la diversité des espèces marines est beaucoup moins élevée que sur les récifs naturels : les structures artificielles jouent un rôle moindre dans la protection de la biodiversité - du moins quand ils sont jeunes et récents. À la Réunion ce manquement est compensé par la Réserve Naturelle Marine. 

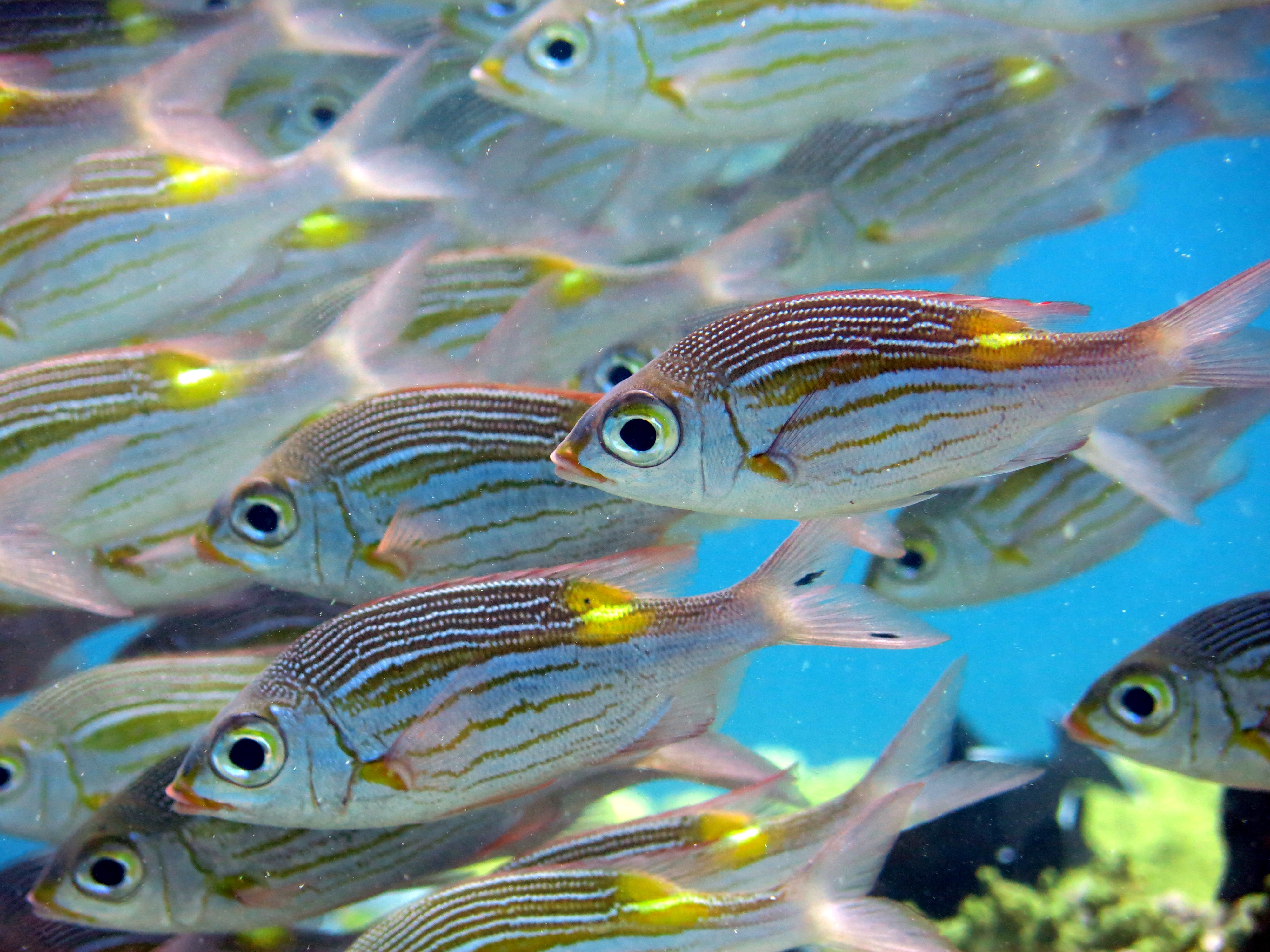
Gnathodentex aurolineatus (Perche d'or)

### Montage
Le projet a commencé à être créé en 2007 lorsque des rencontres ont eu lieu entre les différents partenaires qui sont principalement EDF Île de La Réunion pour les dons de poteaux en béton, le CRPMEM (Comité Régional des Pêches Maritimes et des Élevages Marins de La Réunion) à l'origine du projet et l'équipe PARETO, chargée du suivi scientifique. Des études de faisabilité technique et financière ont été réalisées et un comité de pilotage du projet a été formé regroupant les entreprises de travaux publics, les organismes de recherches locaux, les pêcheurs professionnels et les clubs de plongée sous-marine.   

### Création des prototypes de récifs artificiels
En juin 2003, EDF Île de La Réunion a donné des poteaux de béton usagé au CRPMEM (Comité Régional des Pêches Maritimes et des Élevages Marins de La Réunion) pour que ce dernier puisse les valoriser en tant que récifs artificiels. Par la suite, des voussoirs et des buses en béton ont également été récupérées pour varier les formes des futures structures récifales. 
Les matériaux, les formes et l'assemblage des récifs artificiels sont très importants car cela détermine leur fonctionnement et leur efficacité futur sur le court et long terme. Le but est d'imiter au mieux la nature pour que les organismes marins colonisent rapidement les structures immergées et y reste de manière pérenne. 
Le matériau utilisé pour la fabrication des récifs doit répondre à plusieurs critères : 
1. Il doit être sans danger pour l'environnement et ne pas polluer,
2. Il doit être résistant contre les conditions océaniques (corrosion, houle, etc.),
3. Il ne doit pas être coûteux,
4. Il doit pouvoir être colonisé et accepté par les organismes marins[1].

Le béton recyclé semble être une très bonne matière pour les récifs artificiels car il respecte tous ces critères : 
- il est rugueux et facilite l'accrochage des micro-organismes,
- il est résistant et n'est pas abimé par les fortes houles,
- il est lourd et n'est pas facilement déplaçable sur les fonds marins,
- il est durable car peut durer plus de 30 ans,
- il est peu cher,
- il est non polluant[4].

La forme des futures structures récifales est aussi importante que le matériau de conception. En effet, il faut que les récifs artificiels se rapprochent de la forme originelle des récifs naturels pour créer un habitat le plus similaire possible et attirer les espèces marines. De ce fait, un récifs artificiel doit être composé de différentes formes pour permettre sa colonisation par des organismes variés provenant de différentes espèces et de différents stades de vie.  

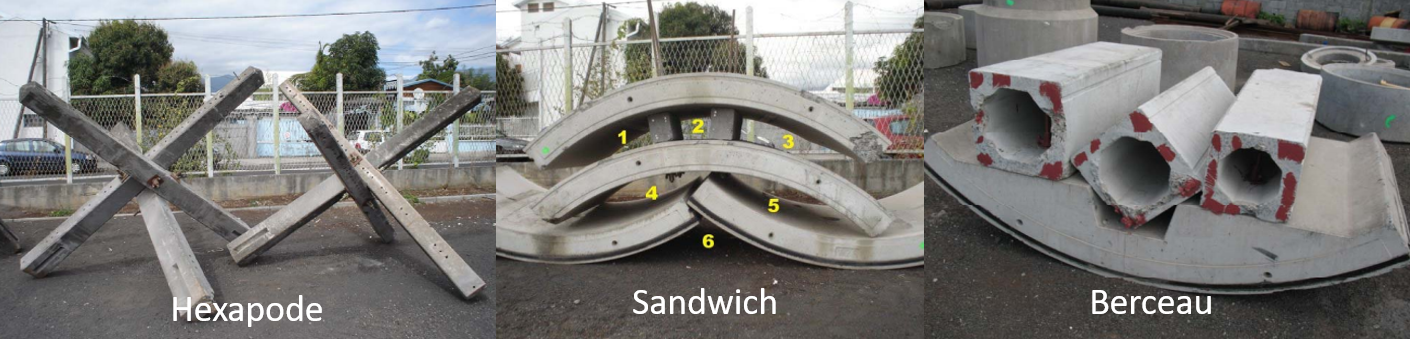
Les différentes formes de structures créées et immergées dans le cadre du projet CORAIL Réunion.

Durant le projet, trois types de structures ont été créés pour ensuite être immergées : 
- les structures « hexapode » seront disposées en amas chaotiques sur le fond sableux,
- les structures « sandwichs » ont été réalisées pour proposer des micro-habitats très proches du fond marin,
- les structures « berceaux » représentent un entre deux[1].

La conception des prototypes des récifs artificiels pour le projet CORAIL Réunion a commencé le 13 août 2007. Au terme de cette période de montage, 10 hexapodes, 5 sandwichs et 2 berceaux avaient été créés. 

### Immersion des structures
À la suite de leur assemblage, les différents types de structures ont été immergés à trois endroits différents près des côtes de la Réunion : à la Possession, au Port et à Saint-Leu. Ce sont tous des endroits plats ou avec une pente relativement douce avec des fonds sableux peu productifs et une profondeur de 15 à 20 mètres. Les buts de ces immersions étaient d'étudier la résistance des prototypes et des différentes formes à l'ensablement, leur résistance contre les conditions marines et leur efficacité écologique pour ensuite les améliorer et créer d'autres projets de construction et d'installation de récifs artificiels sur l'île. L'immersion des prototypes a débuté le 20 octobre 2008.

### Suivi scientifique

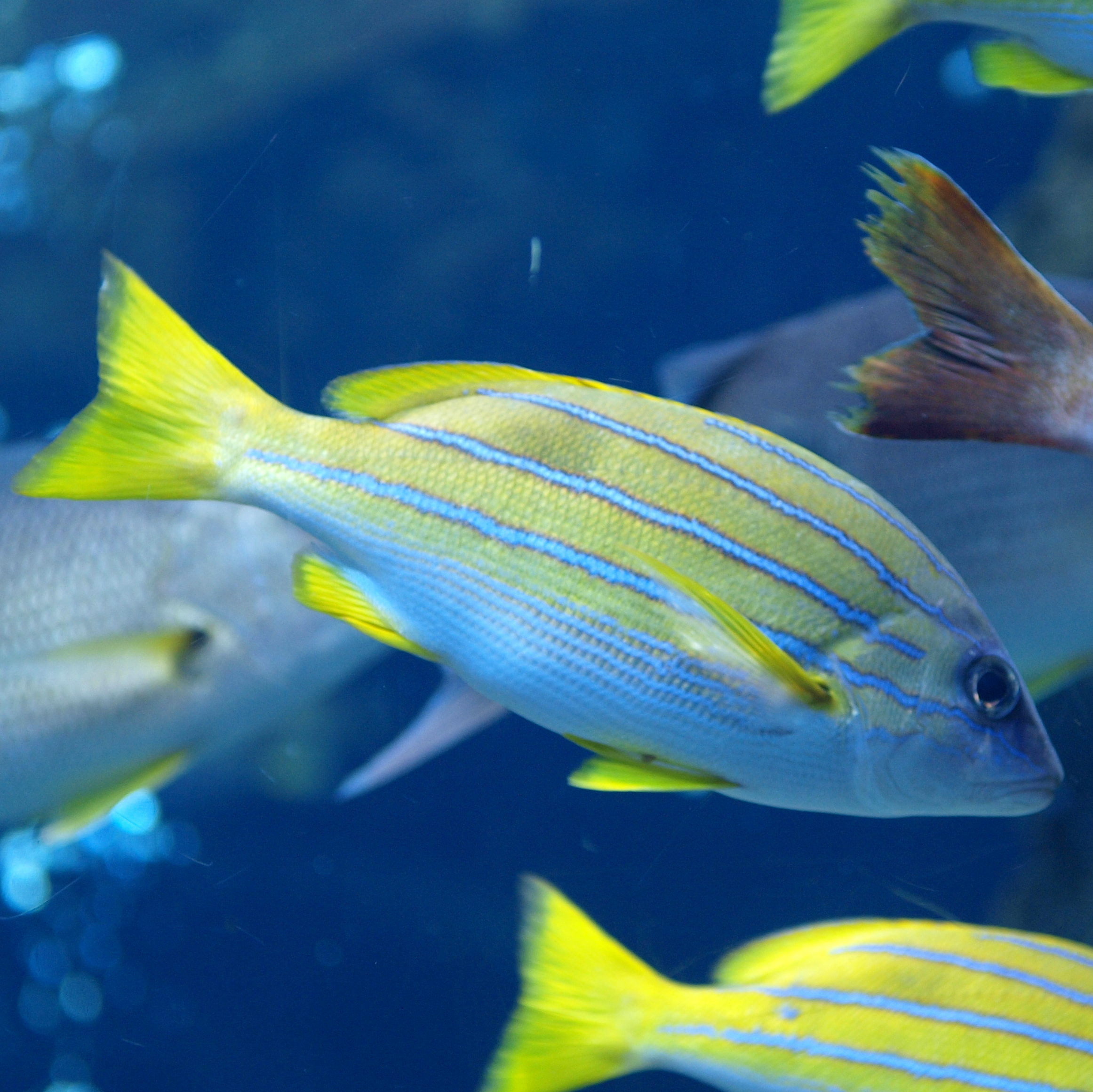
Lutjanus kasmira (Vivaneau à raies bleues)

Un document de suivi a été publié en 2013, soit 5 ans après l'immersion des récifs artificiels. Il fait part des observations écologiques observées au niveau du site de la Possession, le plus important des trois et celui qui est traditionnellement choisi pour les recherches scientifiques. 
L'attention a été portée sur une espèce de poisson carnivore largement représentée dans les eaux de l'île qui est Lutjanus kasmira (Vivaneau à raies bleues) une espèce traditionnellement exploitée par les pêcheurs artisanaux de l'île. 
Les chercheurs ont remarqué que les récifs artificiels semblent attirer fortement les jeunes vivaneaux durant leurs trois premières années de développement et de croissance. Cependant les structures récifales artificielles ne semblent pas capables de retenir les individus adultes qui ne restent pas et migrent vers des habitats naturels et plus vieux pour atteindre leur maturité sexuelle. 
Les résultats obtenus avec Lutjanus kasmira sont transposables à d'autres espèces de poissons commerciaux et carnivores tels que Mulloidichthys vanicolensis (Surmulet à nageoires jaunes), Mulloidichthys auriflamma, Lutjanus bengalensis (Vivaneau du Bengale), Lutjanus notatus et Gnathodentex aureolineatus (Perche d'or) qui sont aussi très abondants au niveau des récifs artificiels de la Possession. La résilience de ces espèces face à la pression de la pêche de plus en plus croissante pourrait être contrebalancée par l'installation de structures récifales assurant la protection des poissons juvéniles et donc une plus grande survie jusqu'à l'âge adulte et une plus grande reproduction. Les récifs artificiels en Baie de la Possession sont donc des structures encourageantes pour préserver les ressources des poissons d'intérêts commerciaux et conserver les activités de pêches traditionnelles. D'autres espèces sont aussi visibles avec le temps sur les récifs artificiels comme Apodon apagonoides, Priacanthus hamrur (Beauclaire miroir), Mulloidichthys  flavolineatus (Surmulet à ligne jaune), Epinephelus multinotatus et Selar crumenophtalmus (Pêche-cavale).

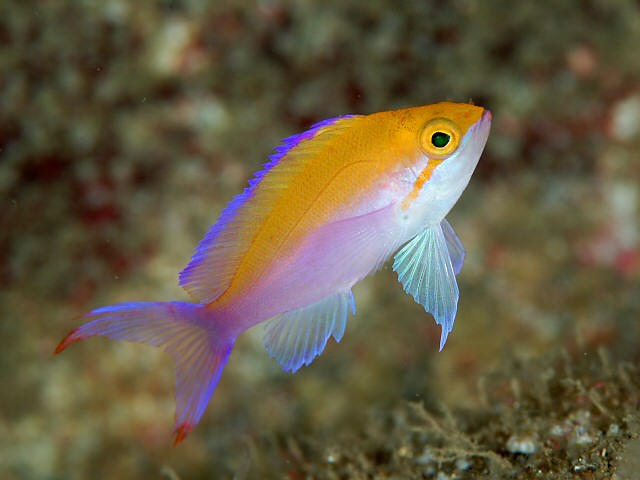
Pseudanthias bicolor (Anthias bicolor)

Une nouvelle espèce a également été observée sur les récifs artificiels de la Réunion en 2012 : deux individus de l'espèce Pseudanthias bicolor (Anthias bicolore). Elle n'avait encore jamais été observée près des côtes de l'île. L'arrivée de cette espèce sur les récifs artificiels, dans un contexte où ces derniers ont tendance à être dégradés est très importante pour montrer le rôle que peut jouer les structures artificiels dans la protection des organismes marins.